# Phạm Thị Thanh Trà
Phạm Thị Thanh Trà (sinh ngày 21 tháng 1 năm 1964) là một nữ chính trị gia người Việt Nam. Bà hiện là Ủy viên Ban Chấp hành Trung ương Đảng khóa XIII, Ủy viên Ban Cán sự Đảng Chính phủ, Phó Trưởng ban Tổ chức Trung ương, Bộ trưởng Bộ Nội vụ Việt Nam, Đại biểu Quốc hội Việt Nam khóa XV. 
Bà nguyên là Thứ trưởng Bộ Nội vụ; Bí thư Tỉnh ủy Yên Bái, Chủ tịch Hội đồng nhân dân tỉnh Yên Bái, Chủ tịch Ủy ban nhân dân tỉnh Yên Bái khóa XVII.

## Gia thế
Quê quán: Xã Nam Yên, huyện Nam Đàn, tỉnh Nghệ An.
Ngày vào Đảng: 12/6/1993.
Ngày chính thức: 12/6/1994.
Em trai bà là ông Phạm Sỹ Quý, giữ chức Giám đốc Sở Tài nguyên và Môi trường tỉnh Yên Bái vào thời điểm năm 2017.

## Giáo dục
Giáo dục phổ thông: 10/10. 
Chuyên môn nghiệp vụ: Cử nhân sư phạm Ngữ văn.
Học hàm, học vị: Thạc sĩ Quản lý giáo dục.
Lý luận chính trị: Cao cấp.
Khen thưởng: Huân chương Lao động hạng Nhì.

## Quá trình công tác
Học THPT tại trường THPT Nam Đàn 1.
Tháng 9/1985 – 9/1997: Giáo viên Trường THCS thị trấn Cổ Phúc, huyện Trấn Yên, tỉnh Yên Bái; Cán bộ chỉ đạo chuyên môn Phòng Giáo dục-Đào tạo huyện Trấn Yên, tỉnh Yên Bái.
Tháng 9/1997 – 12/1999: Phó Trưởng phòng Giáo dục – Đào tạo huyện Trấn Yên, tỉnh Yên Bái.
Tháng 12/1999 – 11/2000: Phó Chủ tịch Ủy ban nhân dân huyện Trấn Yên, tỉnh Yên Bái.
Tháng 11/2000 – 02/2002: Ủy viên Ban Chấp hành Đảng bộ tỉnh Yên Bái khóa XV, Phó Bí thư Tỉnh đoàn Thanh niên Yên Bái.
Tháng 2/2002 – 01/2006: Ủy viên Ban Chấp hành Đảng bộ tỉnh Yên Bái khóa XV, Ủy viên Ban Thường vụ Trung ương Đoàn Thanh niên khóa VII, Bí thư Tỉnh đoàn Yên Bái.
Tháng 1/2006 – 4/2008: Ủy viên Ban Thường vụ Tỉnh ủy khóa XVI, Trưởng ban Tuyên giáo Tỉnh ủy Yên Bái.
Tháng 4/2008 – 4/2011: Ủy viên Ban Thường vụ Tỉnh ủy (khóa XVI, XVII), Phó Chủ tịch Ủy ban nhân dân tỉnh Yên Bái.
Tháng 4/2011 – 6/2014: Ủy viên Ban Thường vụ Tỉnh ủy Yên Bái khóa XVII, Bí thư Thành ủy Yên Bái.
Tháng 6/2014 đến 20/4/2015: Phó Bí thư Tỉnh ủy Yên Bái khóa XVII.
Ngày 20/4/2015, bà được kỳ họp thứ 13 (bất thường) Hội đồng nhân dân tỉnh khóa XVII bầu giữ chức Chủ tịch Ủy ban nhân dân tỉnh Yên Bái.
Ngày 26/01/2016, tại Đại hội Đảng toàn quốc lần thứ XII tại Hà Nội, bà lần đầu tiên được bầu làm Ủy viên Ban Chấp hành Trung ương Đảng Cộng sản Việt Nam khóa XII.
Ngày 14/9/2016, tại Hội nghị Ban Chấp hành Đảng bộ tỉnh lần thứ 9, khóa XVIII, nhiệm kỳ 2015 – 2020 được bầu giữ chức Bí thư Tỉnh ủy Yên Bái nhiệm kỳ 2015–2020, sau gần 1 tháng khi Bí thư tỉnh ủy Phạm Duy Cường bị bắn chết tại phòng làm việc.
Ngày 8 tháng 2 năm 2017, Hội đồng nhân dân tỉnh Yên Bái tổ chức kỳ họp bất thường thứ 4, khóa 18, thông qua nghị quyết miễn nhiệm chức danh Chủ tịch UBND tỉnh với bà Phạm Thị Thanh Trà (Bí thư Tỉnh uỷ), đồng thời bầu bà giữ chức Chủ tịch Hội đồng nhân dân tỉnh khóa 18, nhiệm kỳ 2016–2021.
Ngày 24 tháng 9 năm 2020, Tại Quyết định 1444/QĐ-TTg, Thủ tướng có quyết định điều động, bổ nhiệm bà Phạm Thị Thanh Trà, Ủy viên Trung ương Đảng, nguyên Bí thư Tỉnh ủy, Chủ tịch Hội đồng nhân dân tỉnh Yên Bái giữ chức uỷ viên Ban cán sự Đảng, Thứ trưởng Bộ Nội vụ.
Ngày 25 tháng 9 năm 2020, Bộ Chính trị bổ nhiệm bà Phạm Thị Thanh Trà, Ủy viên Trung ương Đảng, giữ chức Phó Trưởng ban Tổ chức Trung ương.
Ngày 2 tháng 10 năm 2020, các đại biểu dự kỳ họp đã Nghị quyết thông qua việc cho thôi làm nhiệm vụ đại biểu Hội đồng nhân dân tỉnh Yên Bái khóa 18, Chủ tịch HĐND tỉnh khóa XVIII nhiệm kỳ 2016–2021 đối với đồng chí Phạm Thị Thanh Trà.
Ngày 30 tháng 1 năm 2021, tại Đại hội Đại biểu toàn quốc Đảng Cộng sản Việt Nam khóa XIII, bà được bầu làm Ủy viên chính thức Ban Chấp hành Trung ương Đảng Cộng sản Việt Nam khoá XIII.
Ngày 08 tháng 4 năm 2021, tại kỳ họp thứ 11 bà được Quốc hội Việt Nam khóa XIV bầu làm Bộ trưởng Bộ Nội vụ nhiệm kỳ 2016 – 2021 theo đề nghị của Thủ tướng Phạm Minh Chính.
Ngày 4 tháng 6 năm 2021, Thủ tướng Chính phủ Phạm Minh Chính ký Quyết định số 855/QĐ-TTg, bổ nhiệm bà Phạm Thị Thanh Trà làm Phó Chủ tịch Thường trực Hội đồng Thi đua – Khen thưởng Trung ương.
Ngày 28 tháng 7 năm 2021, tại kỳ họp thứ nhất bà được Quốc hội Việt Nam khóa XV bầu làm Bộ trưởng Bộ Nội vụ nhiệm kỳ 2021–2026 theo đề nghị của Thủ tướng Phạm Minh Chính.
Ngày 14 tháng 2 năm 2022, Thủ tướng Chính phủ Phạm Minh Chính ký Quyết định số 204/QĐ-TTg, bổ nhiệm bà Phạm Thị Thanh Trà làm Phó Trưởng Ban Thường trực Ban Chỉ đạo cải cách hành chính của Chính phủ. 
Ngày 29 tháng 10 năm 2023, Thủ tướng Chính phủ Phạm Minh Chính ký Quyết định số 1268/QĐ-TTg, thành lập Ban Chỉ đạo thực hiện sắp xếp đơn vị hành chính cấp huyện, cấp xã giai đoạn 2023–2030. Theo đó, Bộ trưởng Bộ Nội vụ Phạm Thị Thanh Trà làm Phó Trưởng Ban Thường trực Ban Chỉ đạo.